# Invasão da Jamaica

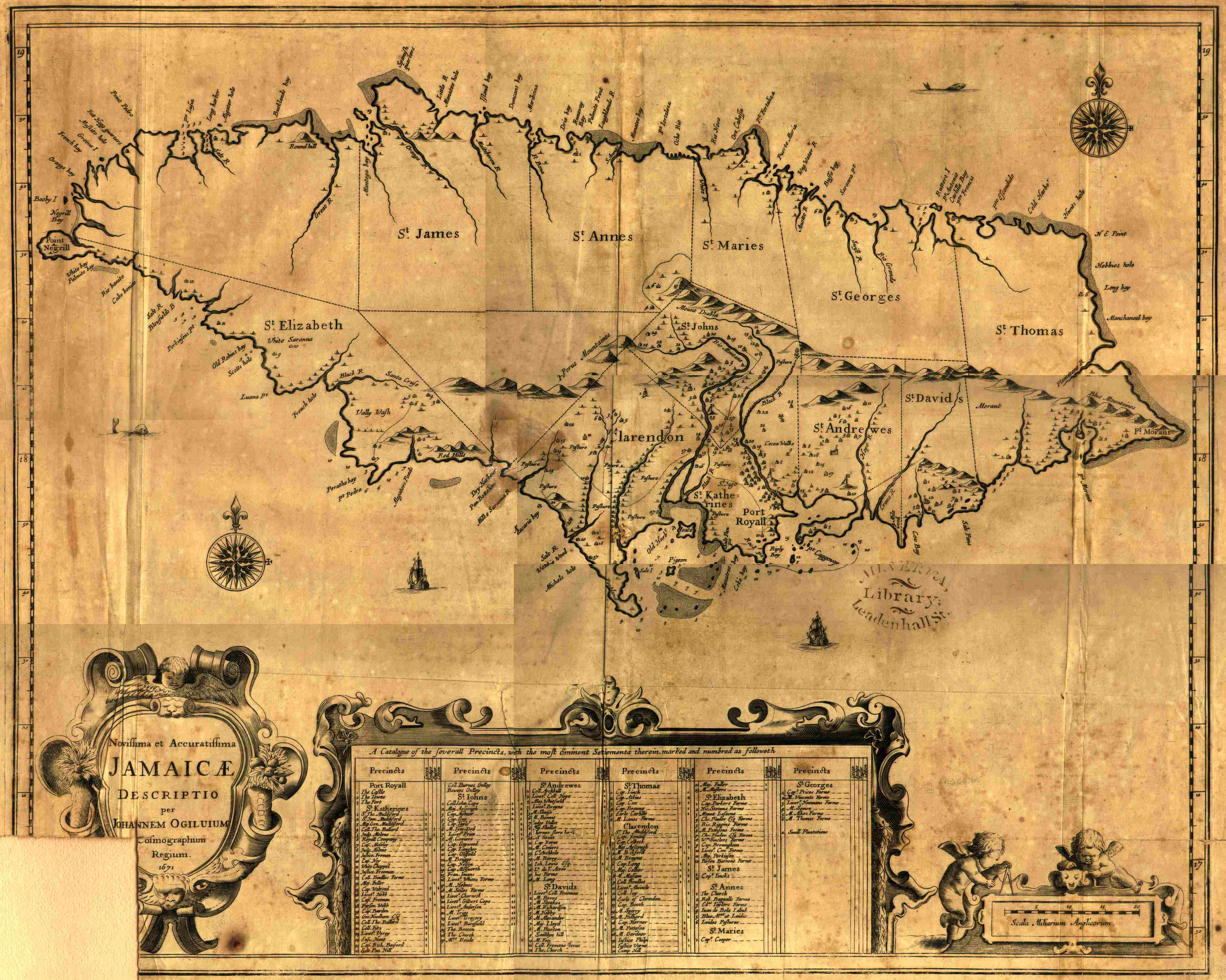
Mapa do século 17 da Jamaica

A invasão da Jamaica ocorreu em maio de 1655, durante a Guerra Anglo-Espanhola de 1654 a 1660, quando uma força expedicionária inglesa capturou a Jamaica espanhola. Era parte de um ambicioso plano de Oliver Cromwell para adquirir novas colônias nas Américas, conhecido como Western Design.
Embora grandes assentamentos como Santiago de la Vega, hoje cidade espanhola, tenham sido mal defendidos e rapidamente ocupados, a resistência dos escravos fugidos, ou quilombolas jamaicanos, continuou no interior. O Projeto Ocidental foi em grande parte um fracasso, mas a Jamaica permaneceu em mãos inglesas, e foi formalmente cedida pela Espanha no Tratado de Madri de 1670. A Colônia da Jamaica permaneceu uma possessão britânica até a independência em 1962.